# Stypa (powieść)
Stypa – powieść Antoniego Langego wydana w 1911 w Warszawie. Tytuł nawiązuje do starosłowiańskiego obrządku, zwanego stypą.
Utwór uwspółcześnia tzw. kompozycję szkatułkową (ramową), znaną w Europie dzięki dziełu Giovanniego Baccaccio Dekameron oraz powieści Jana Potockiego Rękopis znaleziony w Saragossie. Powieść osnuta jest wokół tragicznej historii jednego z bohaterów, który z powodu zawodu miłosnego dopuścił się samobójczego aktu. Spotkanie grona przyjaciół zmarłego na uroczystej uczcie ku jego czci staje się pretekstem do opowiedzenia kilku historii na odwieczny temat miłości i śmierci.